# Ludowici
Ludowici är administrativ huvudort i Long County i Georgia. Orten har fått sitt namn efter en lokal välgörare som hette William Ludowici. Enligt 2020 års folkräkning hade Ludowici 1 590 invånare.